# Simon Pfaff de Pfaffenhoffen

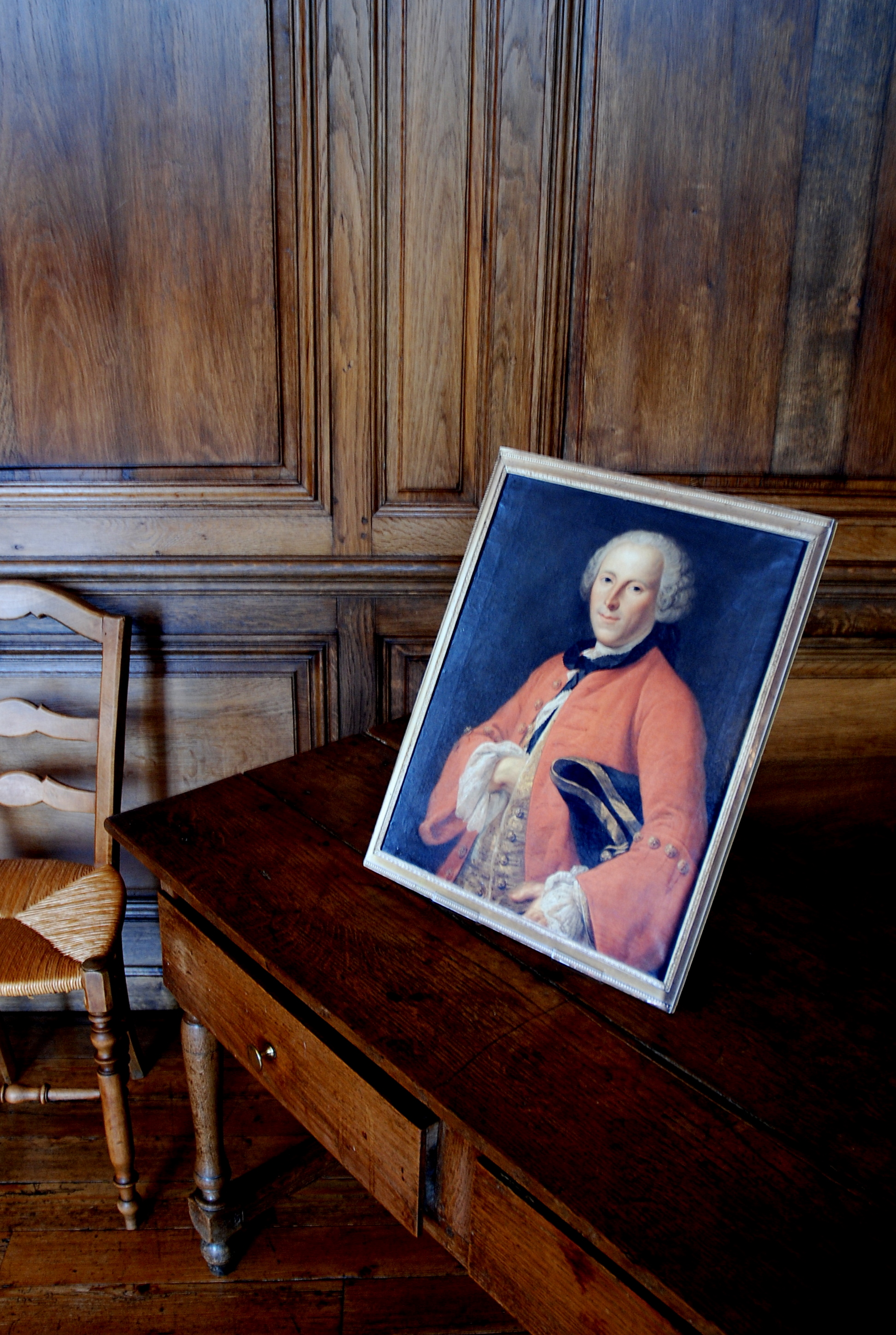
Simon Pfaff de Pfaffenhoffen in de gastensalon van de abdij van Valloires

Simon Georges Joseph Pfaff de Pfaffenhoffen (Wenen, 1715 - Avallon, 1784) was een Oostenrijkse baron, beeldhouwer en decorateur. Hij bracht het grootste deel van zijn leven in Frankrijk door.

## Leven en werk
Simon Pfaff de Pfaffenhoffen werd verplicht zijn land te verlaten na een duel met dodelijke afloop aan het hof van Wenen. Hij verbleef met zekerheid al in 1745 in Frankrijk, wat blijkt uit het feit dat hij toen peetoom werd van de latere Franse schilder Jean Simon Berthélemy (1745-1811).
In 1750 vestigde Pfaff de Pfaffenhoffen zich in Saint-Riquier (Picardië), waar hij tot 1783 zou wonen. Hij bouwde er ook het godshuis. Zijn huis in dit plaatsje, waarvan hij de salon zelf decoreerde, is in 2001 tot Frans nationaal erfgoed verklaard. Hij werd vooral bekend door zijn inrichting van de kerk en de gastensalon van de abdij van Valloires in Argoules.
Pfaff de Pfaffenhoffen overleed in 1784 in Avallon.